# Monumento alla Vittoria (Bolzano)
Il monumento alla Vittoria a Bolzano (in tedesco: Siegesdenkmal) è un monumentale complesso marmoreo celebrativo della vittoria italiana nella prima guerra mondiale sull'Austria-Ungheria, progettato dall'architetto Marcello Piacentini  e costruito tra il 1926 e il 1928. È riconosciuto come monumento nazionale italiano.
Si trova in piazza della Vittoria (Siegesplatz), a pochi passi dal ponte sul torrente Talvera, nel punto di convergenza delle valli che sfociano nella conca di Bolzano, sul luogo ove in epoca austro-ungarica sorgeva il Talferpark ("parco del Talvera").
Il regime fascista lo creò a proprio simbolo, accesso alla Bolzano italiana e razionalista che si andava erigendo a ovest del torrente. Fu costruito demolendo quanto era stato fino ad allora edificato del Monumento ai Kaiserjäger caduti in guerra (Kaiserjägerdenkmal) – ideato e iniziato a erigere dopo la battaglia di Caporetto su progetto dell'architetto Karl Ernstberger – che era rimasto incompiuto dopo la fine del primo conflitto mondiale e si trovava in posizione antistante l'attuale monumento.

## La costruzione e l'inaugurazione

Monumento ai Kaiserjäger caduti in guerra, costruito nel 1917 e demolito nel 1926 per fare posto al monumento alla Vittoria a Bolzano

Dopo l'annessione all'Italia dell'allora Tirolo meridionale fino al Brennero, e in seguito alla presa di potere da parte di Mussolini nella marcia su Roma del 1922, il governo italiano iniziò a rimuovere molti dei monumenti celebrativi che il governo asburgico aveva precedentemente eretto. A Bolzano, in particolare, vennero rimossi i monumenti che erano stati recentemente innalzati dal borgomastro nazionalista Julius Perathoner.
Per contro, come in tutto il Regno, si cominciarono a costruire monumenti celebrativi della vittoria.
La decisione di costruire a Bolzano un monumento commemorativo della vittoria nella Grande guerra venne presa dalla Camera dei deputati il 10 febbraio 1926. Lo stesso giorno, Mussolini, parlando nell'aula della Camera attaccò duramente il ministro degli Esteri tedesco Gustav Stresemann e il presidente bavarese Heinrich Held, i quali avevano apertamente criticato l'oppressiva politica italiana nei confronti della minoranza germanofona.
L'idea originaria di Mussolini era quella di erigere un monumento dedicato a Cesare Battisti. Tale proposito riscontrò grandi consensi nelle organizzazioni fasciste in Italia e all'estero; le federazioni provinciali indissero una sottoscrizione, alla quale aderirono anche associazioni di italiani all'estero. In breve tempo si raggiunsero i 3 milioni di lire necessari. Il marmo fu offerto dagli industriali lucchesi.
Il 17 marzo si riunì la commissione che doveva approvare il progetto. I componenti furono nominati da Mussolini in persona: fra gli altri ne fecero parte il nazionalista Ettore Tolomei, il segretario di Stato Giacomo Suardo e il ministro della pubblica istruzione Pietro Fedele.
In primo luogo, si accolse la proposta di Tolomei di far sorgere il monumento nei pressi del ponte sul Talvera, dove poco prima della prima guerra mondiale l'amministrazione austriaca aveva cominciato la costruzione di un monumento ai Kaiserjäger.
Il progetto venne affidato all'architetto Marcello Piacentini, che a giugno lo presentò. Si trattava di un tempio/arco, adornato con alte colonne portanti che il periodo vuole impreziosito da alti fasci littori su consiglio del Duce. La scultura sul timpano, la Vittoria sagittaria, è di Arturo Dazzi.

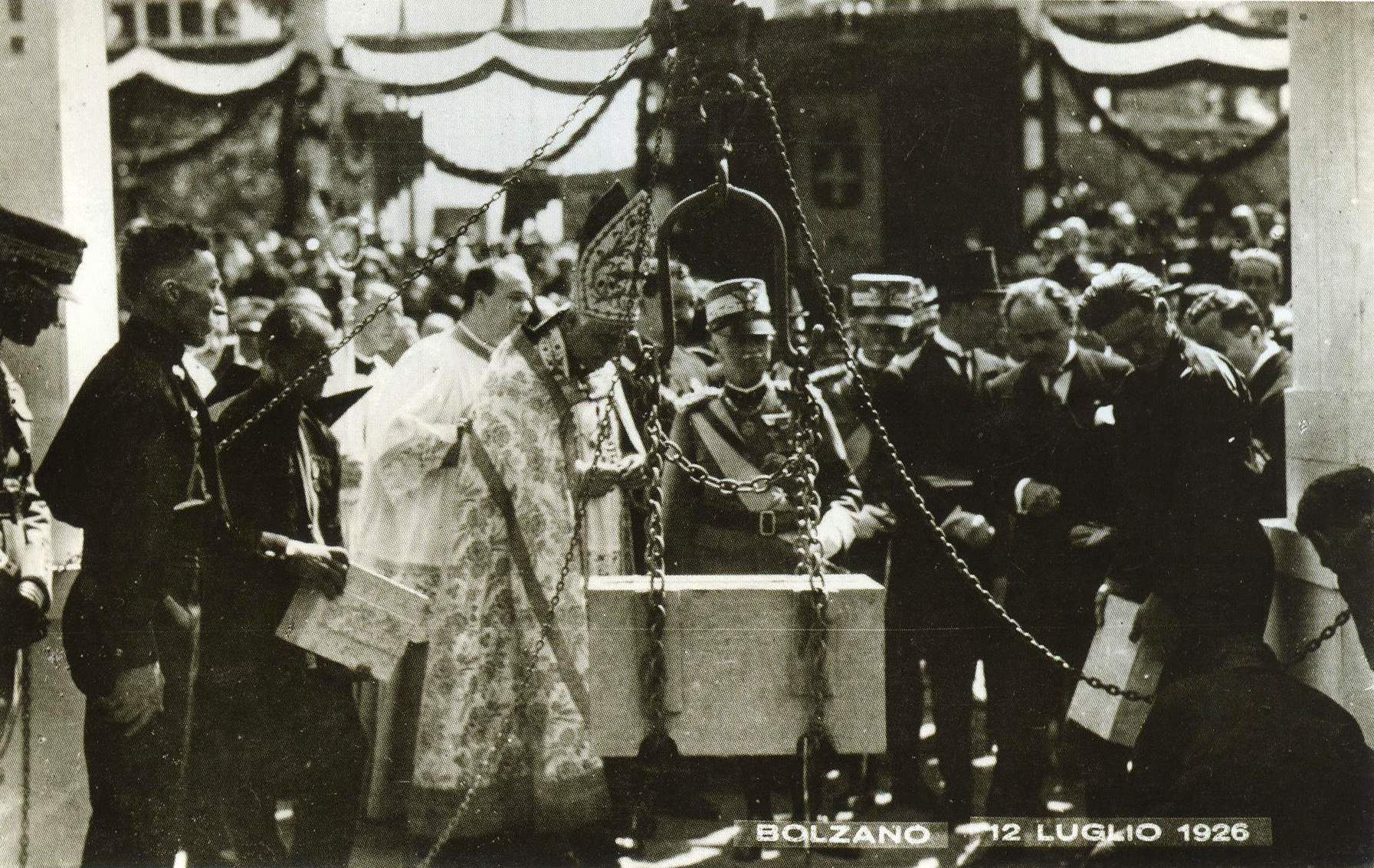
La posa della prima pietra nel 1926 alla presenza di Vittorio Emanuele III, in una fotografia di Sergio Perdomi

La posa simbolica della prima pietra ebbe luogo il 12 luglio 1926 (nel decimo anniversario dell'esecuzione di Cesare Battisti e di Fabio Filzi), alla presenza del re Vittorio Emanuele III, dei marescialli d'Italia Luigi Cadorna, Pietro Badoglio e di alcuni ministri. Durante la cerimonia vennero in realtà poste tre pietre (una dal monte Corno Battisti, una dal monte San Michele, una dal monte Grappa), legate da una calce ottenuta con l'acqua del Piave, versata dal re.
Durante la costruzione, visto anche il significato politico dell'opera, il prefetto subì pressioni affinché questa venisse terminata al più presto. Nel dicembre del 1927 Piacentini comunicò la fine vicina dei lavori. Il ministro Fedele dettò l'iscrizione, in lingua latina che si può leggere ancora oggi:
L'epigrafe rappresenta «un'esortazione idealmente rivolta al soldato vincitore della Grande guerra a porre ‘qui’, cioè nell’Alto Adige, i confini della patria, ‘qui, dove civilizzammo gli altri con la lingua le leggi le arti’; una prima versione del testo anziché ceteros prevedeva barbaros, rivendicando cioè l’azione civilizzatrice esercitata dall’italianità, identificata con la romanità, in un territorio ‘barbaro’ che ora veniva finalmente riconquistato alla civiltà», strumentalmente creando in questo modo una «legittimazione fondativa dell’estensione dei confini nazionali al Brennero».
Sul retro invece si trovano tre medaglioni raffiguranti la Nuova Italia, l'Aria e il Fuoco, di Pietro Canonica. Al di sotto di essi, si trova un'iscrizione, liberamente ispirata all'epigrafe sull’altare funerario del Tropaeum Traiani di Adamclisi:
Il lato sud del monumento recò la consueta scritta con riferimento all'“era fascista”, tolta dopo la liberazione dal nazifascismo avvenuta nel 1945:
Secondo lo storico inglese John Foot il monumento rappresenta bene la visione nazionalista e fascista della guerra e del passato, basata sull'eroismo, sul sacrificio, sulla "bella morte" e sui "caduti per la patria", in profonda contrapposizione con gli ideali del pacifismo e del socialismo.
L'inaugurazione era prevista per il 12 luglio 1928. Considerata la ferma opposizione della moglie di Battisti Ernesta Bittanti e della figlia Livia all'utilizzo a fini propagandistici della figura dell'irredentista trentino da parte del regime, Mussolini (che era stato compagno di partito di Battisti), decise di cambiare l'intestazione e di dedicare il monumento alla Vittoria. All'interno rimasero però il busto di Battisti, insieme a quello di Fabio Filzi e di Damiano Chiesa, opere dello scultore Adolfo Wildt.
Alla fine, la data dell'inaugurazione venne confermata, ma la signora Battisti non vi presenziò. Fu tenuta invece una grande cerimonia in perfetto stile fascista. Vennero precettate 23 bande di paese da tutto l'Alto Adige, si schierarono le truppe di stanza in città e furono imbandierate le finestre. Parteciparono in forma ufficiale rappresentanti dei grandi invalidi, ufficiali della MVSN, dei forestali e delle guardie confinarie.
Stando alle cronache del giornale locale del PNF, La Provincia di Bolzano, dei giorni successivi, il convoglio reale arrivò alle 8:30, annunciato dai colpi di un cannone sulla strada del Colle. Con Vittorio Emanuele III, giunsero il duca d'Aosta, il duca degli Abruzzi, Costanzo Ciano, Italo Balbo, Giovanni Giuriati. Quest'ultimo tenne il lungo discorso di inaugurazione, che fece seguito alla breve cerimonia religiosa di benedizione officiata dall'arcivescovo di Trento (della cui diocesi Bolzano faceva allora parte) Celestino Endrici.

Nel giorno dell'inaugurazione si tenne una manifestazione di protesta a Innsbruck, sul monte Isel, con circa 10 000 partecipanti, fra cui diversi rappresentanti sudtirolesi.

Autorità italiane e il comandante tedesco delle SS Theodor Eicke accompagnato da 30 uomini, si salutano dinnanzi al monumento in occasione del decennale della marcia su Roma il 28 ottobre 1932

Il nome del monumento e l'iscrizione vennero intesi da esponenti della popolazione germanofona come provocazione, dato che avevano lingua, arte e cultura propria già prima dell'annessione e un tasso di alfabetizzazione maggiore che nella media del resto d'Italia, anche se il ministro Fedele addolcì la versione originariamente prevista, ove compariva il termine barbaros al posto del neutro ceteros, poi utilizzato.
Il monumento divenne luogo per le celebrazioni del regime fascista. La celebrazione organizzata il 28 ottobre 1932 per festeggiare il decennale della marcia su Roma vide la partecipazione non ufficiale del Partito nazista tedesco (NSDAP) con 30 uomini delle SS in uniforme guidati dal nazista ultraradicale Theodor Eicke: tuttavia, questa presenza fu contestata soprattutto dal NSDAP austriaco, che vedeva nel monumento un simbolo della vittoria sull'Austria e la Germania. Pertanto, fu richiesto un provvedimento disciplinare da parte del NSDAP austriaco contro Eicke.
È del 1938 la realizzazione delle due sculture lignee dorate, opera di Ignaz Gabloner, raffiguranti la Lupa capitolina e il leone di San Marco e posti su due alti pennoni a ridosso del ponte Talvera, le quali dovevano stare al centro di un grande Foro della Vittoria davanti al Monumento alla Vittoria, progettato sin dal 1934 da Marcello Piacentini, ma mai realizzato. «Lupa e leone, i due simboli del potere, erano la dimostrazione pubblica della legittimazione del dominio fascista nelle regioni di confine settentrionali del Paese; nel 2018 le statue furono ristrutturate dal Comune di Bolzano, non cogliendo tuttavia l’occasione per una contestualizzazione storica.»

## Il dopoguerra

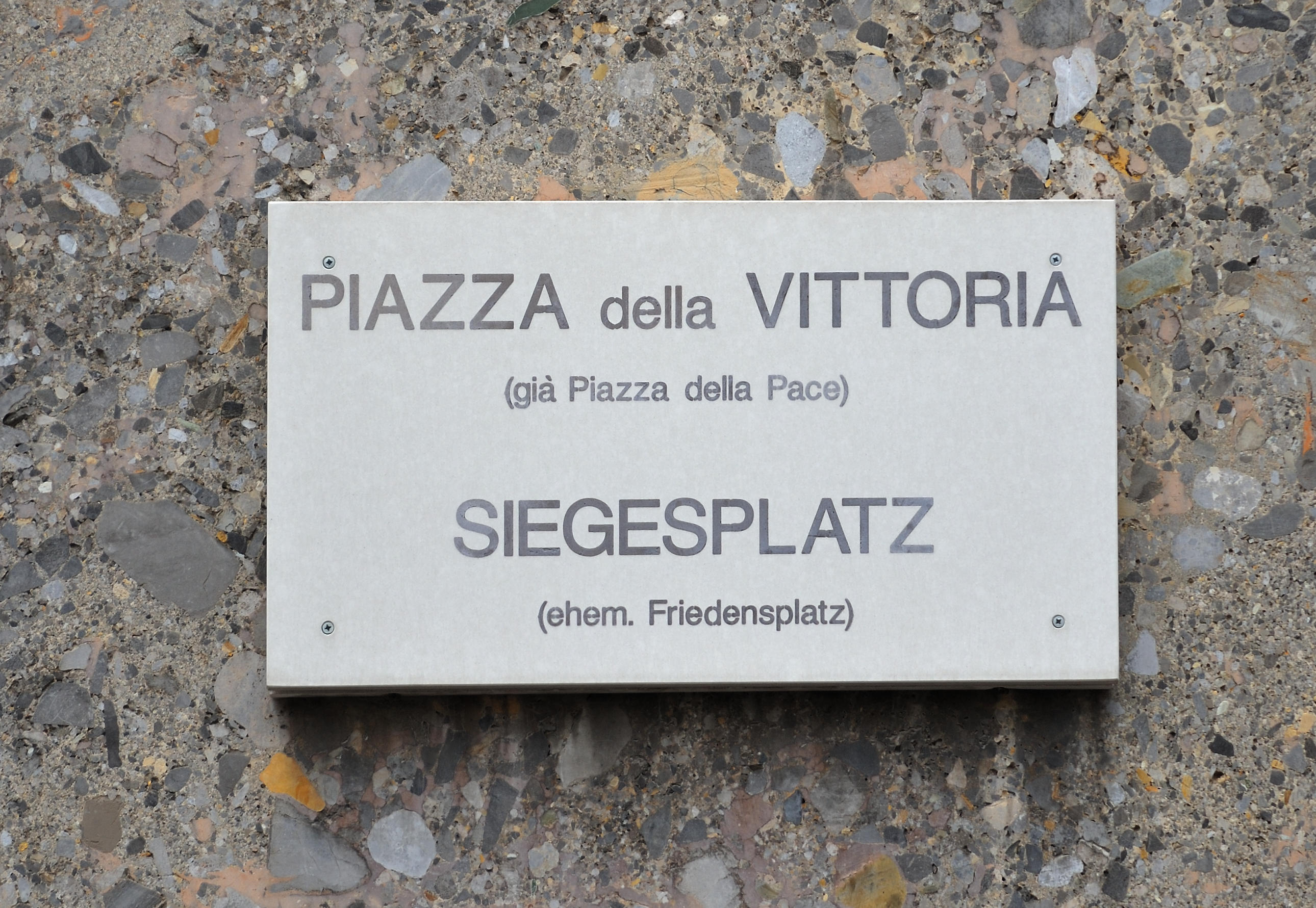
Piazza della Vittoria, nel 2001 rinominata Piazza della Pace (Friedensplatz) e nel 2002, in seguito a un referendum consultivo, ripristinata nel nome originario

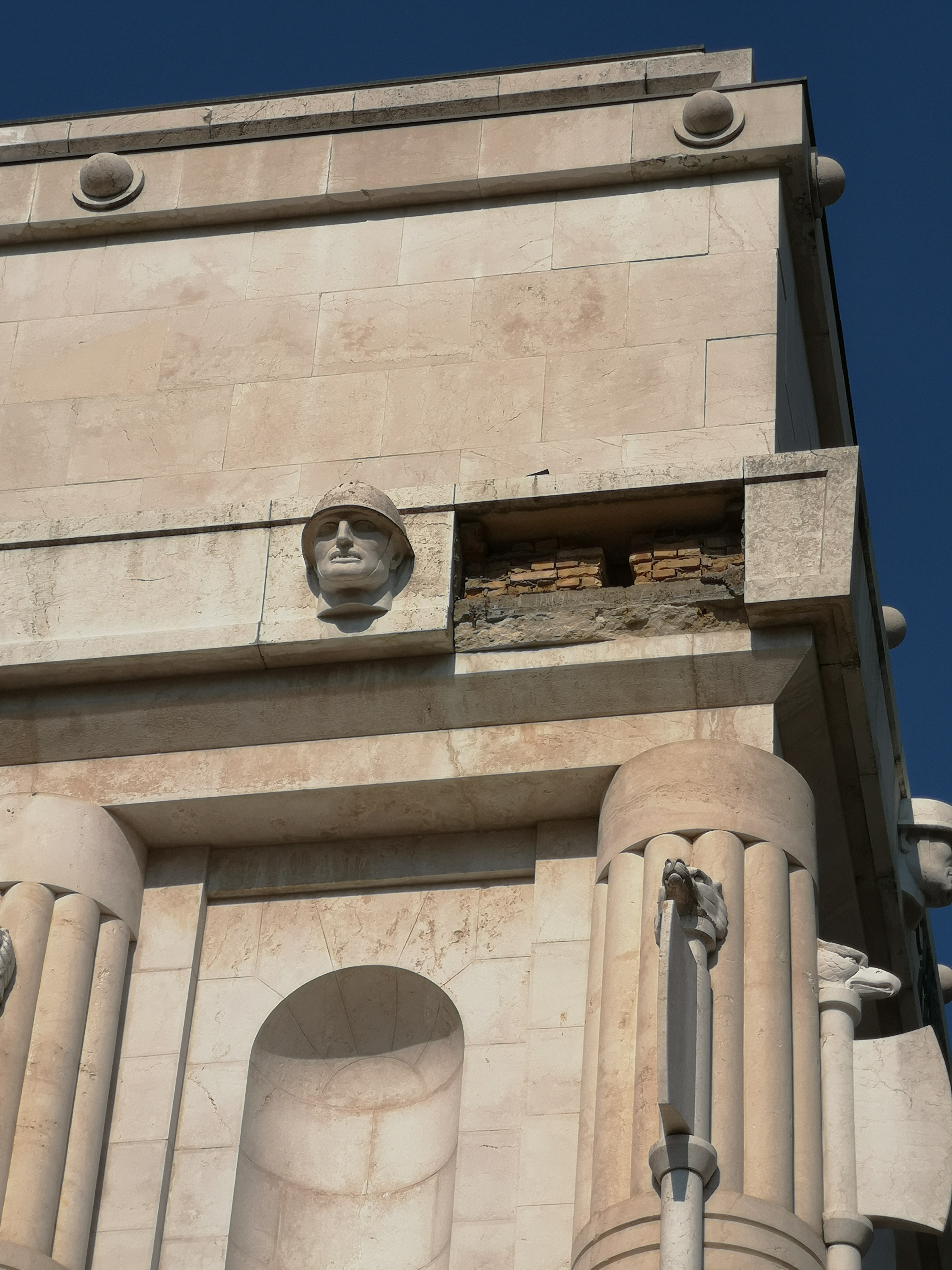
Frattura alla fascia bassa dell'architrave del Monumento, apertasi sin dal 2019, che rivela la tipologia costruttiva interna ai rivestimenti marmorei

Nel corso degli anni si sono registrate proposte da parte di rappresentanti dell'etnia tedesca, fra cui Alexander Langer, per demolire o perlomeno rinominare/ridedicare il monumento. Langer intervenne in merito ben due volte, la prima nel 1968, quando assieme a Josef Schmid e Siegfried Stuffer, a nome del cosiddetto Brücke-Kreis di Bolzano, un'associazione interetnica, protestò in nome del pacifismo contro le solite celebrazioni della vittoria del 4 novembre presso il monumento. Nel 1979 Langer, divenuto nel frattempo consigliere provinciale per la Nuova Sinistra-Neue Linke, in una mozione chiese di fare del Monumento «un segno di monito e di memoria autocritica», riprendendo un'idea già di Livia Battisti, figlia del martire socialista.
Nel 1977 i deputati di Südtiroler Volkspartei, Democrazia Cristiana, Partito Comunista Italiano, Partito Socialista Italiano e alcuni indipendenti presentarono un disegno di legge, in cui si chiedeva di eliminare dalla città di Bolzano le costruzioni inneggianti al fascismo.
Il Monumento fu oggetto, il 1º ottobre 1978, di un attentato dinamitardo nel contesto del terrorismo sudtirolese che danneggiò pesantemente le erme create da Wildt, mentre un analogo tentativo già del 1961, contiguo alla Notte dei fuochi, non fu portato a termine causa la stretta sorveglianza dell'arco piacentiniano da parte dell'apparato militare. In seguito all'attentato del 1978, l'areale fu recintato e reso inaccessibile.
Fino al giorno d'oggi invece, rappresentanti dei partiti di destra dell'ex Alleanza Nazionale (partito confluito nel PDL nel 2008), come Fratelli d'Italia, Unitalia e associazioni commemorano il 4 novembre con una deposizione di una corona davanti al monumento. Il giorno ha un grande potere simbolico, dato che è l'anniversario della fine della Grande guerra e della sconfitta dell'impero austro-ungarico con la conseguente annessione al Regno d'Italia del Trentino-Alto Adige. Nel 2008 invece anche le forze armate hanno depositato una corona davanti al monumento, su diretta richiesta del ministro alla difesa Ignazio La Russa.
Nel giugno 1990 è iniziato un primo restauro del monumento da parte del Ministero per i beni e le attività culturali, affidato alla Soprintendenza di Verona, e finanziato dallo Stato con 400 milioni di lire. Vi furono proteste da parte degli Schützen i quali erano contrari al restauro del monumento, ma fu altrettanto ferma la difesa dell'operazione da parte del MSI locale.
Nel dicembre 2001 la giunta comunale di Bolzano decise di cambiare il nome alla piazza antistante il monumento, da piazza della Vittoria (Siegesplatz) a piazza della Pace (Friedensplatz). In seguito a un referendum consultivo, richiesto da molti cittadini di madrelingua italiana che disapprovavano la decisione e sostenuti dalla destra italiana, nell'ottobre 2002 il nome di piazza della Vittoria è stato ripristinato dopo che il voto popolare, disertato da larga parte della popolazione di lingua tedesca, vide prevalere il "Sì" in maniera netta con il 61,94%. La giunta comunale di Bolzano ha reintrodotto la denominazione precedente, ma ha voluto anche apporre sotto la targa toponomastica "Piazza della Vittoria" la scritta "Già della Pace".
Il 22 febbraio 2005, sono state apposte dai rappresentanti del comune di Bolzano delle targhe commemorative che contestualizzano il significato del monumento. Queste sono state montate a circa 50 m di distanza, dato che l'installazione in prossimità del monumento è stato proibita dal Ministero per i beni e le attività culturali, dopo massicce proteste dei partiti italiani di destra. Il loro testo è redatto in quattro lingue (italiano, tedesco, ladino, inglese), il testo italiano reca:

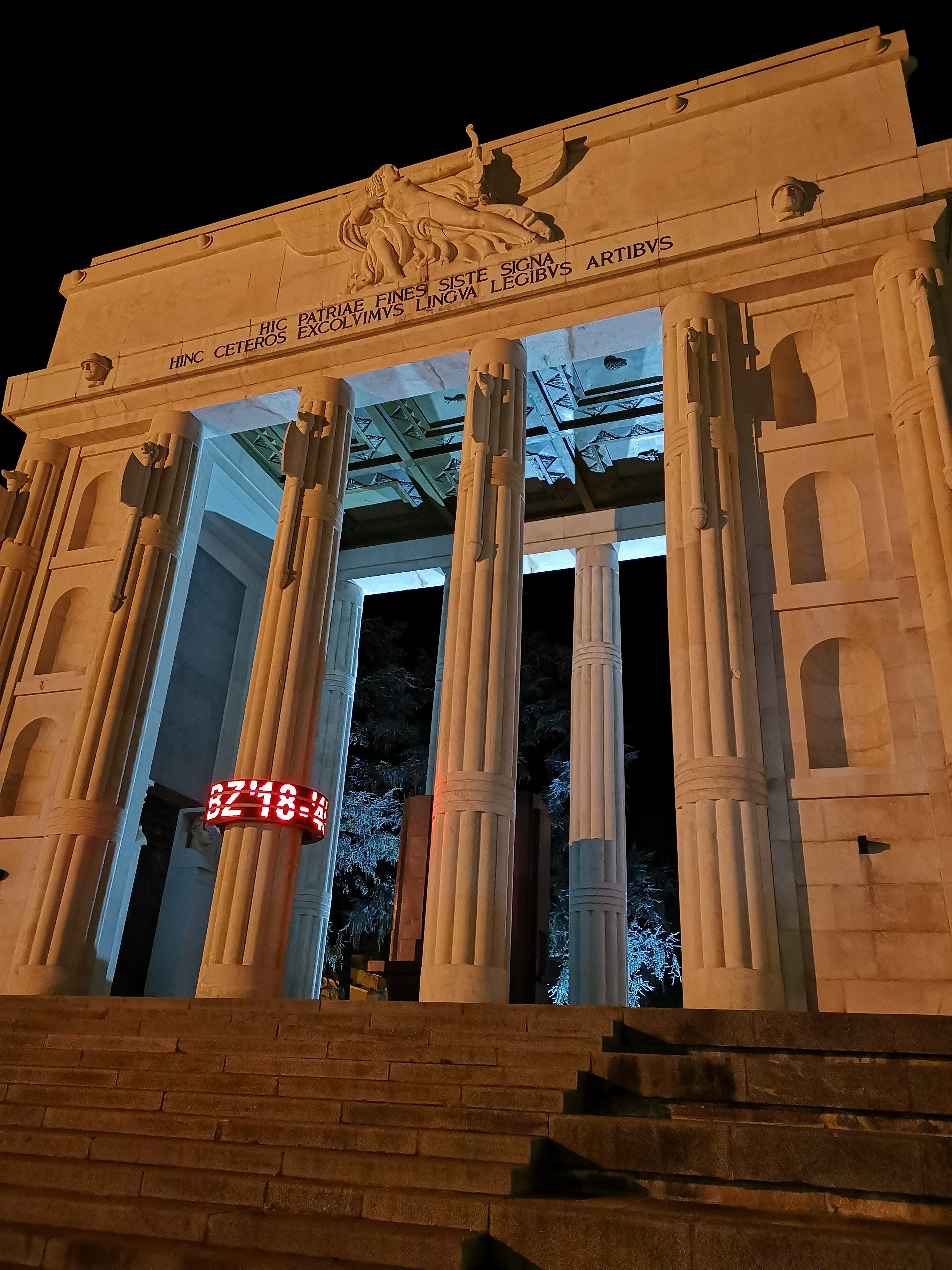
Il monumento di fronte, alla sera

Il 9 novembre 2008 ha avuto luogo una manifestazione nazionalista tirolese degli Schützen contro i monumenti di epoca fascista presenti a Bolzano, compreso il monumento alla Vittoria, percepita dalla maggioranza italofona come una manifestazione anti-italiana. La manifestazione è partita da piazza Walther e terminata in piazza Tribunale con un comizio conclusivo da parte di alcuni Schützen. Nella mattinata alcuni esponenti di Alleanza Nazionale hanno voluto manifestare a difesa degli storici monumenti bolzanini, depositando 2 000 ceri nel piazzale e nel perimetro antistante il monumento alla Vittoria.
Il 23 novembre 2009 partono nuovamente lavori di restauro del monumento, a cura del Ministero per i beni e le attività culturali ed eseguiti dalla Soprintendenza di Verona, alla quale il monumento compete. In una mozione del 1º dicembre 2009 il consiglio provinciale di Bolzano, con un voto a maggioranza, ha protestato contro l'iniziativa, considerandola di stampo revisionista e non consona allo spirito europeo. Contestualmente è stato chiesto dall'Assessorato provinciale alla cultura di cogliere l'occasione del restauro per "trasformare il monumento in una testimonianza contro il fascismo".

### Il processo di storicizzazione del patrimonio monumentale

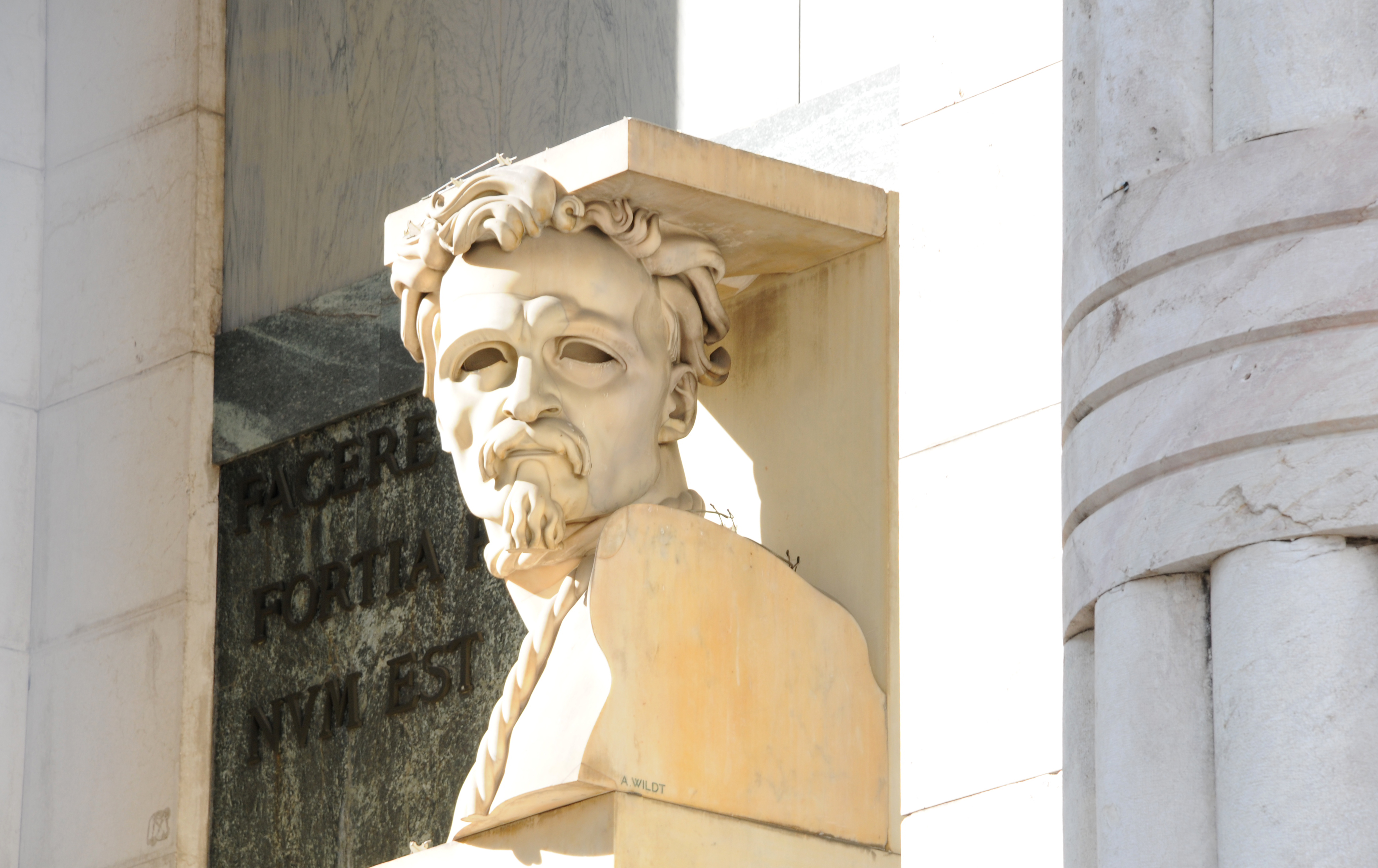
Busto di Cesare Battisti dello scultore Adolfo Wildt

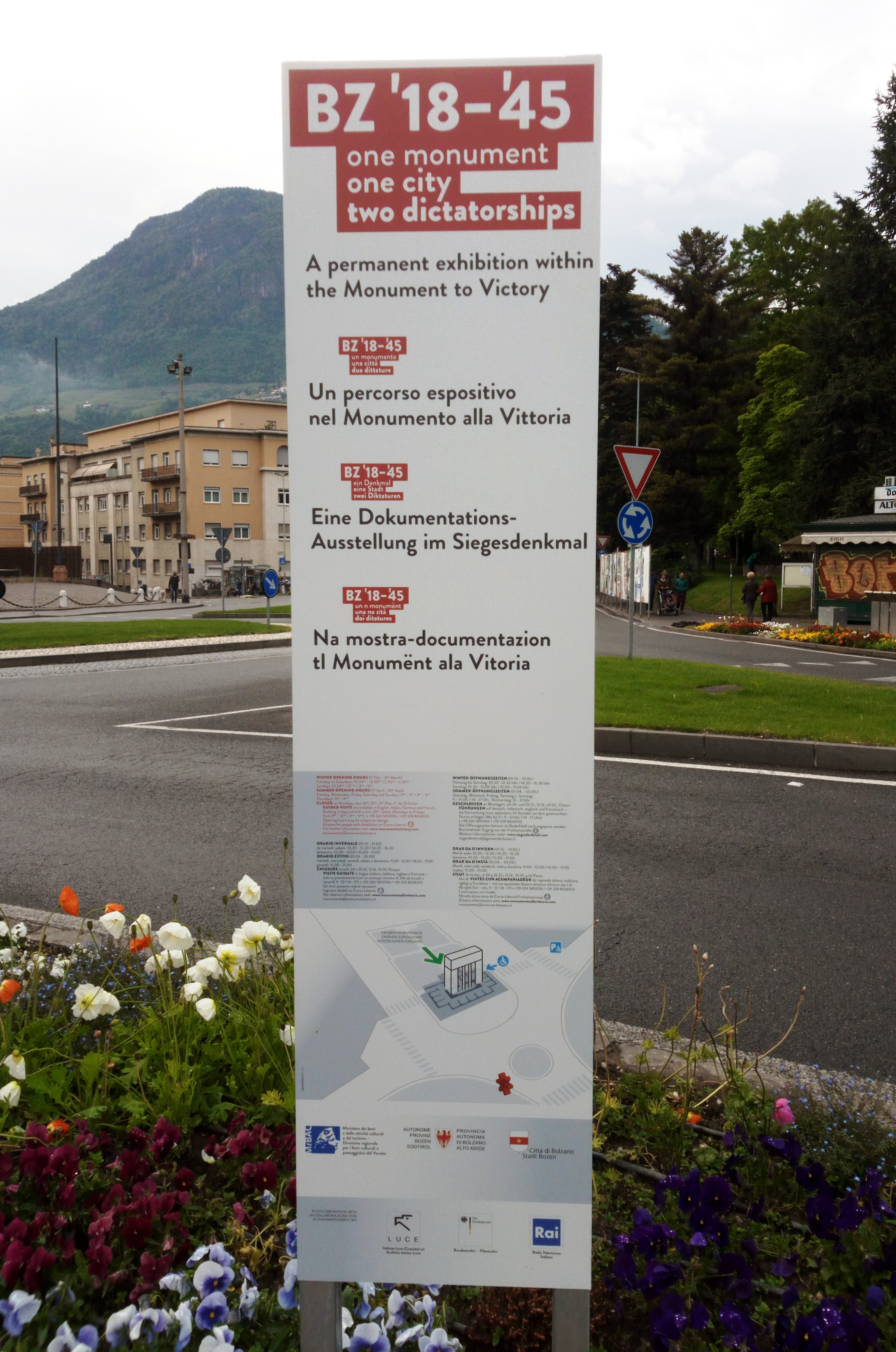
Una delle insegne che indica il percorso espositivo permanente

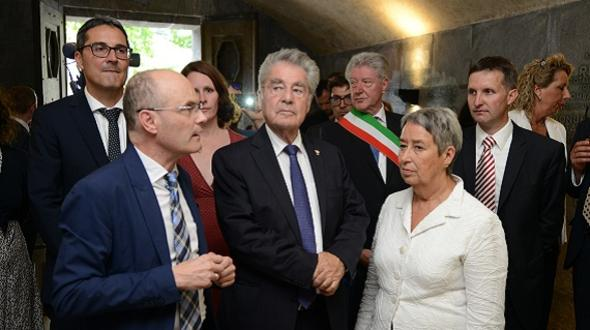
Il presidente austriaco Heinz Fischer e sua moglie Margit Fischer in visita ufficiale all'esposizione permanente nel giugno 2016

Il 21 maggio 2010, l'Archivio Storico della Città di Bolzano ha rivolto un appello a storicizzare, depotenziare e musealizzare i monumenti dell'era fascista a Bolzano, con al centro il monumento alla Vittoria, creando una memoria condivisa e condivisibile da parte della società civile. Il progetto chiamato «Bolzano città di due dittature» voleva criticamente ripensare entrambi i fascismi europei, quello italiano e quello tedesco, il nazionalsocialismo, che hanno così fortemente condizionato il Novecento bolzanino, affrontando una scomoda eredità e al contempo sfruttando al meglio le grosse opportunità di rielaborazione democratica ed europea del bellicismo e dei nazionalismi del passato.
Il 26 gennaio 2011, in occasione di un voto di fiducia parlamentare, il ministro alla cultura Sandro Bondi ha dato il via libera, tramite un impegno scritto, alla Südtiroler Volkspartei di storicizzare i monumenti dell'era fascista, in primis il monumento alla Vittoria, fermando il restauro in atto. L'inaspettata decisione del governo è stata aspramente criticata da parte della stampa locale in lingua italiana che lo ha definito "un tradimento ai cittadini", mentre ha riscontrato i favori dell'opinione pubblica di lingua tedesca.
Per consentire una riflessione più pacata sulla problematica della monumentalistica d'epoca fascista a Bolzano, il 5 febbraio 2011 un nutrito gruppo di storici e storiche di lingua tedesca e italiana e di varia nazionalità, legati in larga parte all'associazione "Geschichte und Region/Storia e regione", pubblicò un appello nel quale chiese un'efficace storicizzazione dei manufatti, evitandone lo smantellamento o la rimozione, ma facendo sì che venissero messe in chiara evidenza il carattere totalitario e il messaggio di violenza dei monumenti stessi, al fine di impossibilitare ogni forma di revisionismo nostalgico.
Contro la storicizzazione del monumento e "per la difesa degli italiani", l'associazione d'estrema destra CasaPound, il 5 marzo 2011 organizzò un corteo. I manifestanti, giunti anche da altre città, hanno sfilato con in testa uno striscione in lingua tedesca con la scritta "Gegen eure Arroganz. Für das Zusammenleben" ("Contro la vostra arroganza. A favore della convivenza"). Il progetto di depotenziamento è stato anche avversato dalla sezione di Bolzano dell'associazione Italia Nostra così come da gruppi d'estrema destra di lingua tedesca che invece chiedevano l'abbattimento del monumento o il suo spostamento in un museo.
Nel gennaio 2012 venne approvata la creazione di un percorso espositivo nei locali al di sotto del monumento alla Vittoria destinato a completare e ampliare i lavori di ristrutturazione e a documentare la storia del monumento e le vicende cittadine dal 1918 al 1945 correlate alle due dittature fascista e nazista che in quel periodo si avvicendarono nella città e in regione, la cui apertura avvenne il 21 luglio 2014, presente il ministro dei beni e delle attività culturali e del turismo, Dario Franceschini.
Nel 2014 è stato istituito, presso il Monumento, un percorso espositivo permanente dal titolo "BZ '18–'45: un monumento, una città, due dittature".
La Giuria internazionale dell'European Museum Award of the Year del 2016 decise di assegnare al percorso espositivo BZ '18–'45 una special commendation per avere «la mostra documentaria reintegrato un monumento controverso, che a lungo ha generato battaglie politiche, culturali e di identità regionale; il progetto rappresenta un'iniziativa altamente coraggiosa e professionale per promuovere valori umanitari, di tolleranza e democratici.»
Nel giugno del 2016, il presidente austriaco Heinz Fischer, accompagnato dalla sua consorte Margit Fischer, venne in visita ufficiale al percorso espositivo, apprezzandone impostazione e contenuti.
Similarmente alla storicizzazione del Monumento alla Vittoria, nel 2017 anche il monumentale fregio di Hans Piffrader apposto sull'ex Casa Littoria di Bolzano, è stato depotenziato con l'apposizione di una citazione di Hannah Arendt, già utilizzata nella cripta del monumento stesso.
Il percorso espositivo, gestito dall'amministrazione comunale di Bolzano, risultava chiuso dagli inizi del 2020, nel contesto del Lockdown pandemico, ma anche per problemi strutturali della costruzione stessa, gestita invece dalla Soprintendenza veneta ai beni culturali; contro questa stasi e anche la mancante progettualità culturale attorno al percorso degli ultimi anni, un gruppo di noti storici ha rivolto un appello nell'autunno dello stesso anno, rimasto però inattuato. A una riapertura del percorso espositivo interno si giunse infine nell'autunno del 2021.